# Шмыров, Вячеслав Юрьевич
Вячеслав Юрьевич Шмыров (род. 5 октября 1960 года, Челябинск) — советский и российский киновед, кинокритик, редактор, организатор кинофестивалей.

## Биография
Родился 5 октября 1960 года в Челябинске. С восьмого класса сотрудничал с челябинским радио. С 1978 года учился на заочном отделении филологического факультета и факультета журналистики Уральского государственного университета имени А. М. Горького в Свердловске. Параллельно работал в средней школе, молодёжной газете «Комсомолец», областном управлении кинофикации.
В 1982 году поступил на киноведческое отделение ВГИКа (мастерская Евгения Суркова и Лилии Маматовой), которое окончил в 1987 году. С 1987 по 1992 год — научный сотрудник сектора киноискусства народов СССР Научного-исследовательского института киноискусства.
С 1993 года по 1996 год — директор культурных программ АО «Киноцентр». Одной из ео главных акций в этот период стал фестиваль «Неворованное кино» (1992).
С 1992 по 1994 год — председатель отборочной комиссии кинофестиваля «Киношок» в Анапе, один из разработчиков его «шоковой» концепции. Впоследствии сотрудничал с этим фестивалем, выступая составителем кинопрограмм. Соорганизатор (вместе с кинорежиссёром Юрием Морозом и кинопредпринимателем Татьяной Таратутой) международных кинофорумов в Ялте (1994) и Суздале (1995), которые позволили консолидировать новое кинематографическое поколение. Выступил автором идеи и креативным продюсером фильма-альманаха «Прибытие поезда», посвященного 100-летию мирового кинематографа (1995).
С 1996 по 1999 год — главный редактор и заместитель  директора Центральной киностудии детских и юношеских фильмов имени М. Горького. В 2006 году по просьбе режиссёра Татьяны Лиозновой стал её представителем по творческим вопросам и связям с общественностью.
В 1999 году основал журнал (сначала — бюллетень российской кинематографии) «Кинопроцесс» и стал его главным редактором. В 2000 году журнал был удостоен премии «Золотой овен». В 2014 году издание было остановлено по финансовым причинам и из-за разногласий с Министерством культуры РФ. Всего вышло около 100 номеров (преимущественно «толстого» формата), подробно отражающих жизнь российской кинематографии в период с 2000 по 2013 год.
С 2000 по 2004 год — директор Российского агентства «Информкино». С 2003 по 2014 год — художественный руководитель и генеральный продюсер Московского фестиваля отечественного кино «Московская премьера». В 2009 году в числе организаторов этого кинофестиваля удостоен Премии города Москвы в области литературы и искусства.
Был одним из инициаторов создания и научным руководителем ГБУК г. Москвы «Библиотека киноискусства имени С. М. Эйзенштейна». В 2009 году стал также куратором отдела по организации работы культурного центра «Дом Тарковского», созданного на базе библиотеки.
С 2010 года — художественный руководитель и генеральный продюсер (сопродюсер) Дней российского кино в Грузии.
С 2014 года — режиссёр, автор сценария и ведущий филармонических концертов (в том числе с участием Российского государственного симфонического оркестра кинематографии), посвящённых памяти крупнейших отечественных кинематографистов.
С 2016 года в качестве куратора киноклуба сотрудничает с Ельцин-центром в Екатеринбурге. В 2017 году разработал концепцию Музея Эльдара Рязанова в Самаре.
С 2017 года преподает историю мирового кинематографа в Российском институте театрального искусства (ГИТИС).
Избирался президентом Федерации киноклубов России (1994–2002), заместителем председателя Московского союза кинематографистов, членом правления Союза кинематографистов России (2002–2005).
Член Российской академии кинематографических искусств «Ника».
С середины 1980-х годов печатался в журналах «Искусство кино», «Советский экран» (позднее — «Экран»), «Киносценарии», «Сеанс», газете «Дом кино», а также в журналах «Литературное обозрение», «Столица», «Огонек», в газетах «Экран и сцена», «Литературная газета» и др. Редактор (совместно с Александром Тимофеевским и Львом Караханом) «молодежного» номера журнала «Искусство кино» (№ 6, 1988).
Автор книги «Изъятое кино» (1995, в соавторстве с Евгением Марголитом), которая в 1995 году была удостоена Приза кинопрессы. Книга посвящена советским игровым фильмам, не вышедшим по цензурным соображениям в широкий прокат в период с 1924 по 1953 год.

## Награды и премии
- Премия Союза кинематографистов СССР в области киноведения и кинокритики (1988)[3]
- Почётный кинематографист России (1 октября 2003 года, Министерство культуры Российской Федерации) — за многолетний и плодотворный труд, достигнутые успехи в области кинематографии и в связи с 40-летием Российского агентства «Информкино»[4]
- Почетный приз Фестиваля архивного кино «Белые Столбы» «За личный вклад в отечественную киножурналистику» (2006)[3]